# Adorace Ježíška se sv. Lucií (Giulio Campi)
Kresba Adorace Ježíška se sv. Lucií (1535 – 1540), jejímž autorem je Giulio Campi, byla předlohou kompozice oltářního obrazu. Je součástí sbírky grafiky a kresby Národní galerie v Praze.

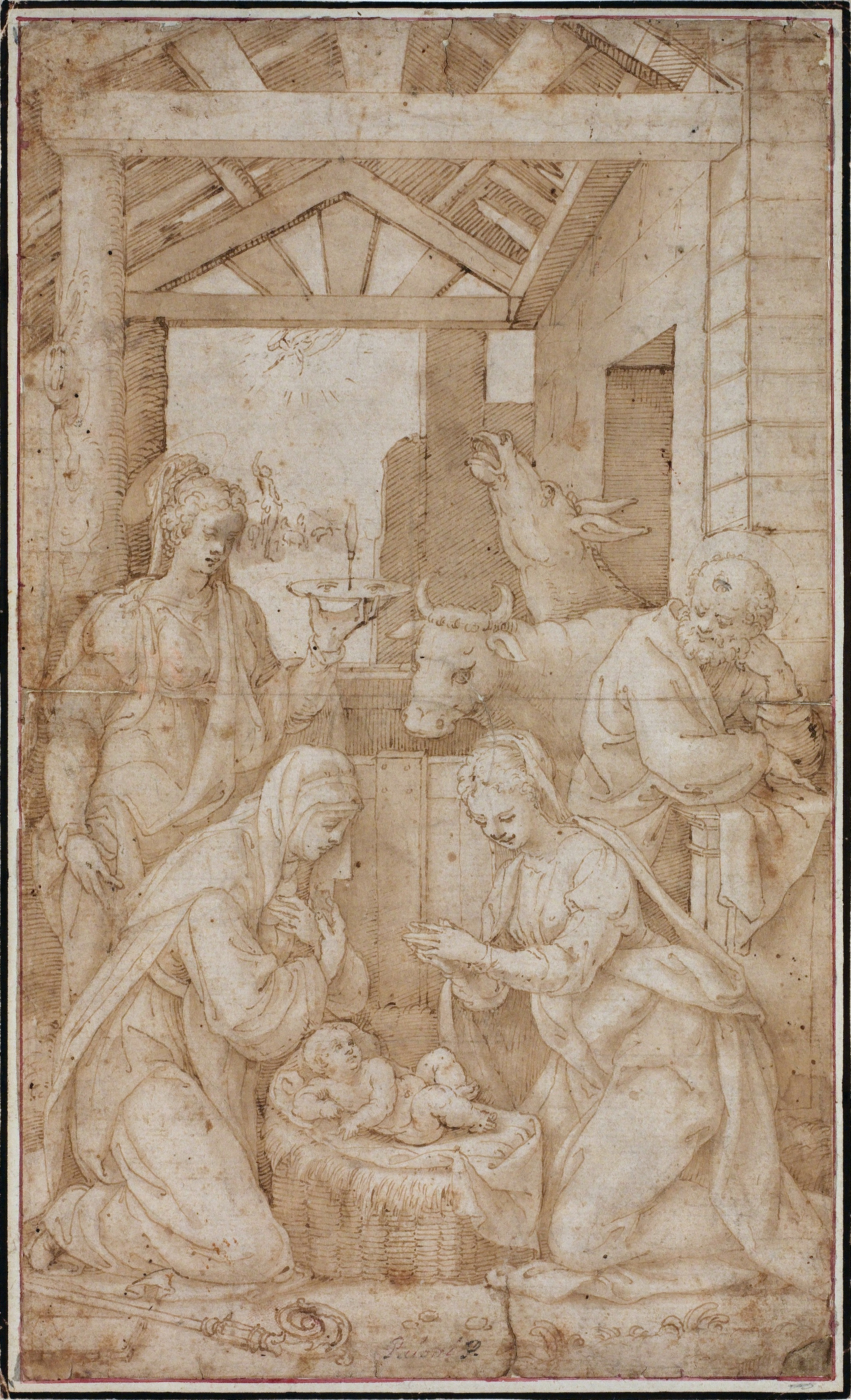
Giulio Campi: Adorace narozeného Krista se sv. Lucií (1535-1540), Národní galerie v Praze

## Popis a zařazení
Kresba perem v hnědém tónu na papíře, lavírovaná štětcem. Velikost 315 x 192 mm. Inv. č. K 54786
Tato podrobná kresba zřejmě sloužila jako předloha pro oltářní obraz neznámého místa určení. Postava křesťanské mučednice sv. Lucie, která stojí na levé straně se svým atributem (oči na talíři), naznačuje že mohlo jít o kostel sv. Lucie v Cremoně (chiesa di Santa Lucia), který uchovává její relikvie. Jméno Lucie může také ukazovat na donátorku obrazu, která klečí na levé straně. Berla ležící před ní na zemi ukazuje, že se jednalo o představenou některého ženského kláštera. Na pravé straně klečí Marie a za ní stojí Josef s hlavou podepřenou rukou. Scéna je zasazena do prostého chléva s oslem a volem, v průhledu je výjev s andělem zvěstujícím narození Ježíše pastýřům.
Klečící ženské figury jsou blízké starším dílům Giulia Campiho, sv. Lucie odpovídá manýristickým typům postav z jeho fresek v cremonských kostelech sv. Agáty a sv. Zikmunda, kde pracoval v letech 1537-1557.
Téma Svaté rodiny se sv. Lucií bylo častým námětem obrazů. Jsou známy oltářní obrazy např. od žáka Giulia Campiho, Bernardina Campiho, současníka Giulia Campiho Bonifazia Veronese (1487-1553) nebo Fabrizia Santafede (1560-1633)

### Jiná díla

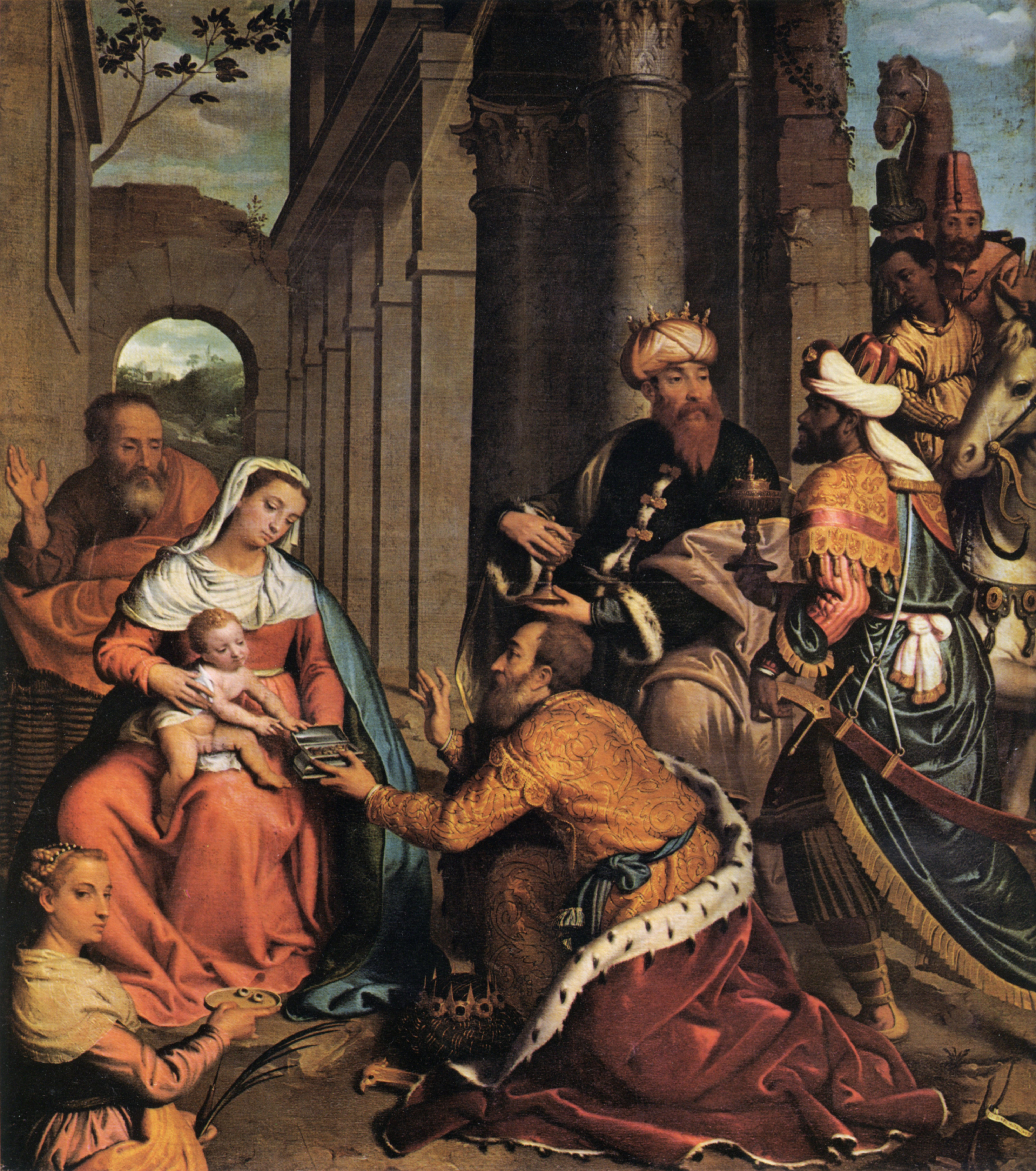
Giovanni Battista Moroni, Klanění tří králů se sv. Lucií (1525-1578)
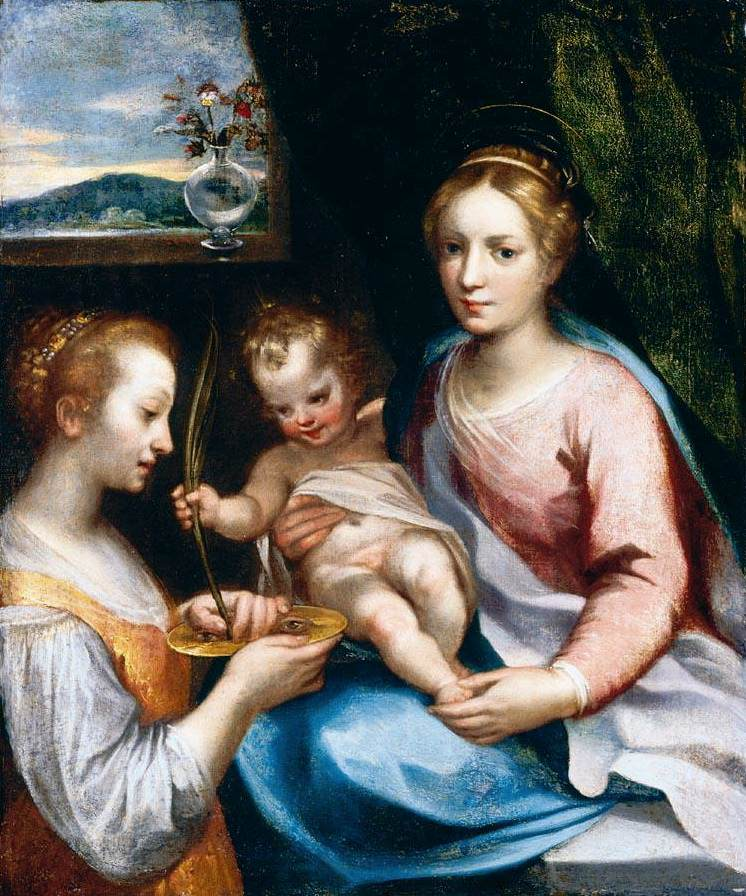
Francesco Vani (1563-1610), Madona se sv. Lucií